# Майоло
Майо̀ло (на италиански: Maiolo, на местен диалект Maiùl, Маюл) е село и община в северна Италия, провинция Римини, регион Емилия-Романя. Разположено е на 590 m надморска височина. Населението на общината е 854 души (към 2010 г.).
Общината се намира в географския район горна Валмарекия.

## История
Общината Майоло е част от провинция Пезаро и Урбино, регион Марке до 2009 г., когато участва в провинция Римини.